# Линдштет
Линдштет (њем. Lindstedt) општина је у њемачкој савезној држави Саксонија-Анхалт. Једно је од 40 општинских средишта округа Алтмарк Салцведел. Према процјени из 2010. у општини је живјело 569 становника. Посједује регионалну шифру (AGS) 15081330.

## Географски и демографски подаци
Линдштет се налази у савезној држави Саксонија-Анхалт у округу Алтмарк Салцведел. Општина се налази на надморској висини од 37 метара. Површина општине износи 19,8 km². У самом мјесту је, према процјени из 2010. године, живјело 569 становника. Просјечна густина становништва износи 29 становника/km².